# Lamontia zona
Lamontia zona är en svampdjursart som beskrevs av Kirk 1895. Lamontia zona ingår i släktet Lamontia och familjen Baeriidae.
Artens utbredningsområde är havet kring Nya Zeeland. Inga underarter finns listade i Catalogue of Life.